# Untermainkai 29/30

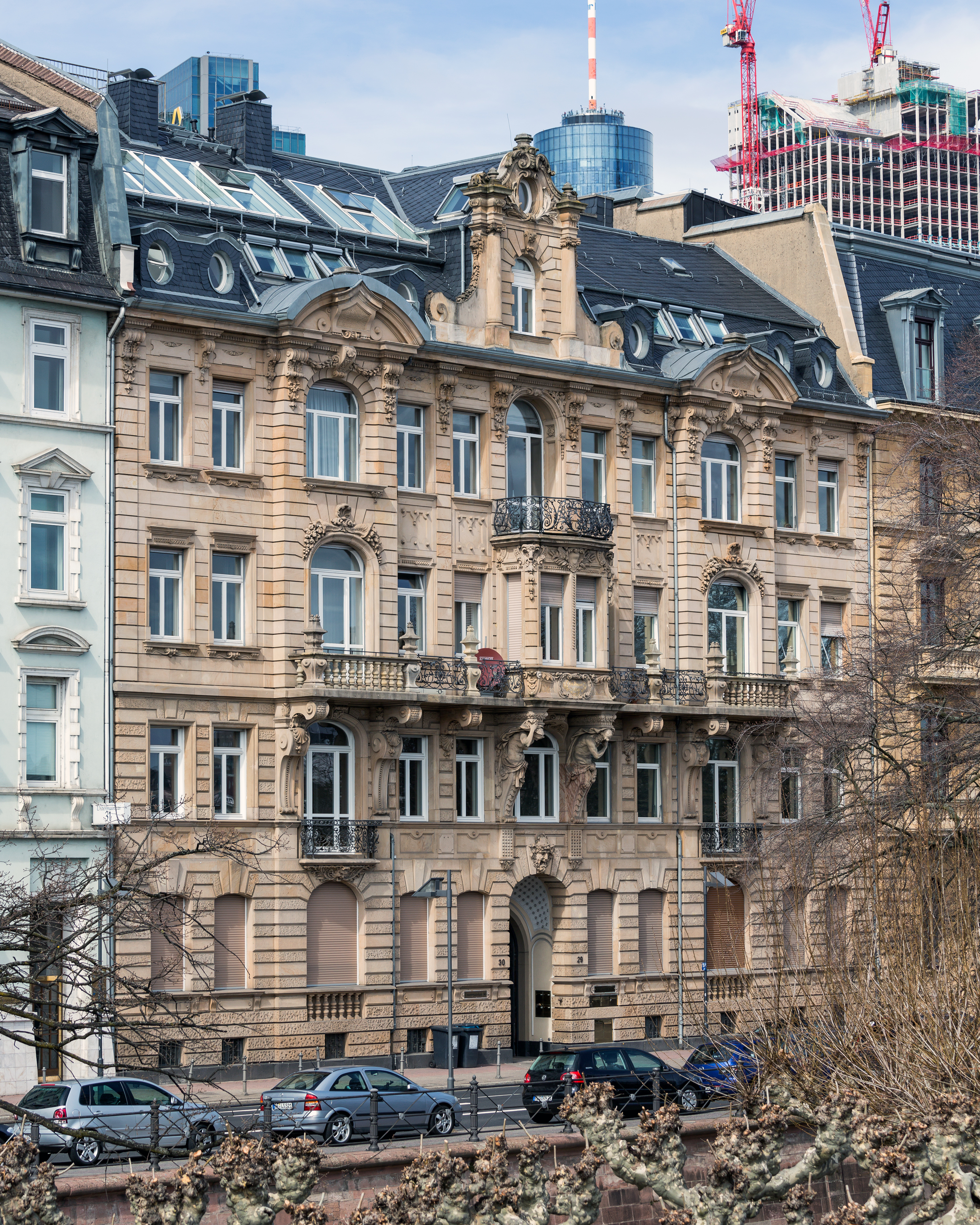
Untermainkai 29/30 von Südwesten vom Holbeinsteg, April 2013

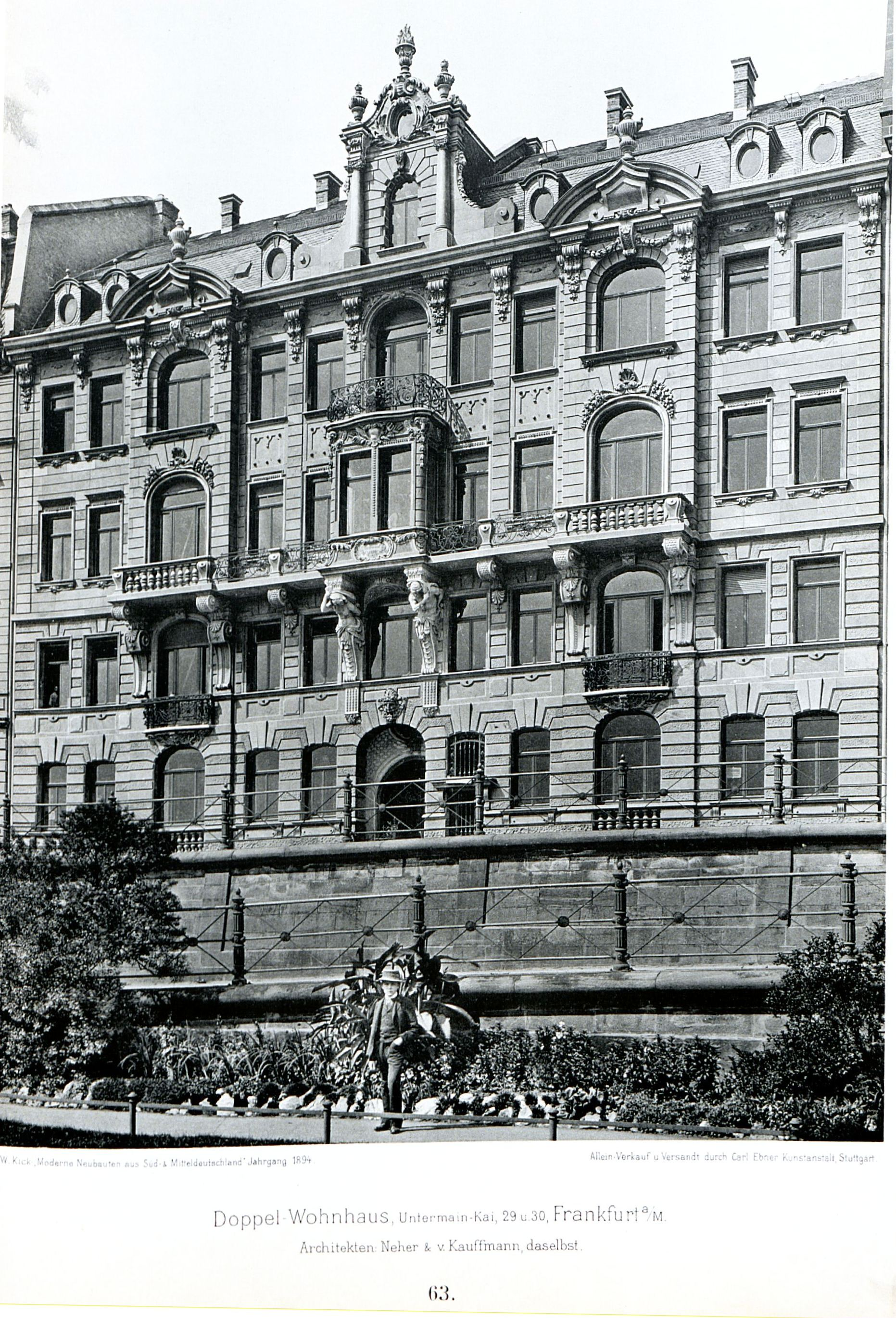
Historische Aufnahme von Südosten vom Mainufer, 1895

Das Doppelwohnhaus Untermainkai 29/30 in Frankfurt am Main ist ein historisches Gebäude des Bahnhofsviertels, das unter Denkmalschutz steht.

## Geschichte
Das im neobarocken Stil errichtete Gebäude mit einer Fassade aus gelbem Sandstein wurde im Jahre 1894 nach Entwürfen der Architekten Ludwig Neher und Aage von Kauffmann aus Frankfurt für den Maler und Weißbinder Ludwig Grüder erbaut. Es war als Mehrfamilienmietshaus gedacht.